# ヴィクター・アブラモヴィッチ・ザルガラー

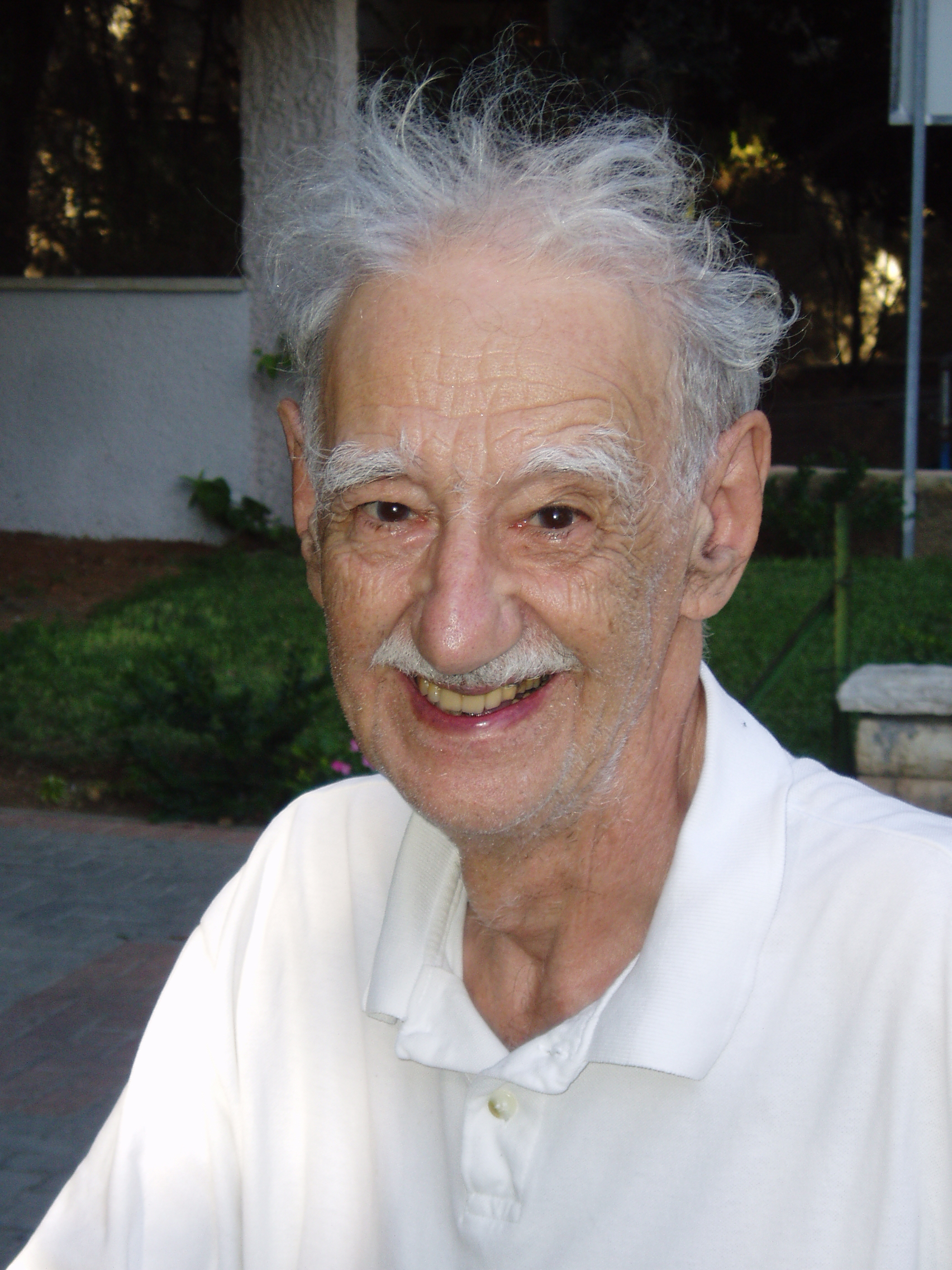
2006年9月、レホヴォトで

ヴィクター･アブラモヴィッチ・ザルガラー（ヘブライ語: ויקטור אבּרמוביץ' זלגלר、 露: Виктор Абрамович Залгаллер、英: Victor Abramovich Zalgaller、1920年12月25日 - 2020年10月2日）は、ロシアの数学者である。
幾何学や最適化問題の分野で活躍し、多面体、動的計画法、等周不等式、微分幾何学などの問題を解決した。特に、ジョンソンの立体が全部で92種類であることをコンピュータを駆使して証明したことで知られている。

## 生涯
ノヴゴロド県パルフィノ出身。ザルガラーは、初期の研究をアレクサンドル・ダニロヴィチ・アレクサンドロフ及びレオニート・カントロヴィチの下で行い、両者と論文を書いた。ユーリ・ブラゴと共著の論文Geometric Inequalitiesは、現在でもこの分野の主要な論文である。
ザルガラーは、人生の大半をサンクトペテルブルクで過ごし、サンクトペテルブルク大学及びステクロフ数学研究所で研究を行った。1999年にイスラエルに帰化した。